# Cala Salada

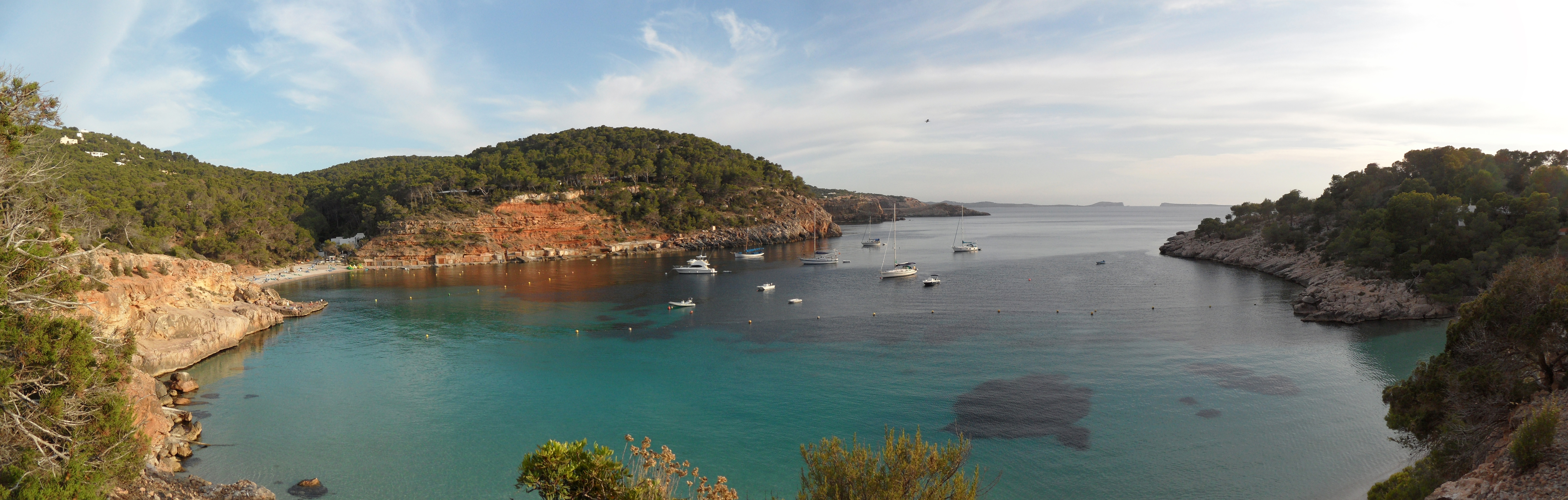
Vista panoramica di Cala Salada

Cala Salada è una spiaggia dell'isola di Ibiza. È situata a nord del comune di Sant Antoni de Portmany e dista da esso circa 2,9 miglia (4,7 km).
Nella parte nord della spiaggia si trova la piccola caletta di Cala Saladeta, rinomata per il colore turchese intenso delle sue acque. Questa caletta è raggiungibile tramite due sentieri posti all'entrata di Cala Salada.

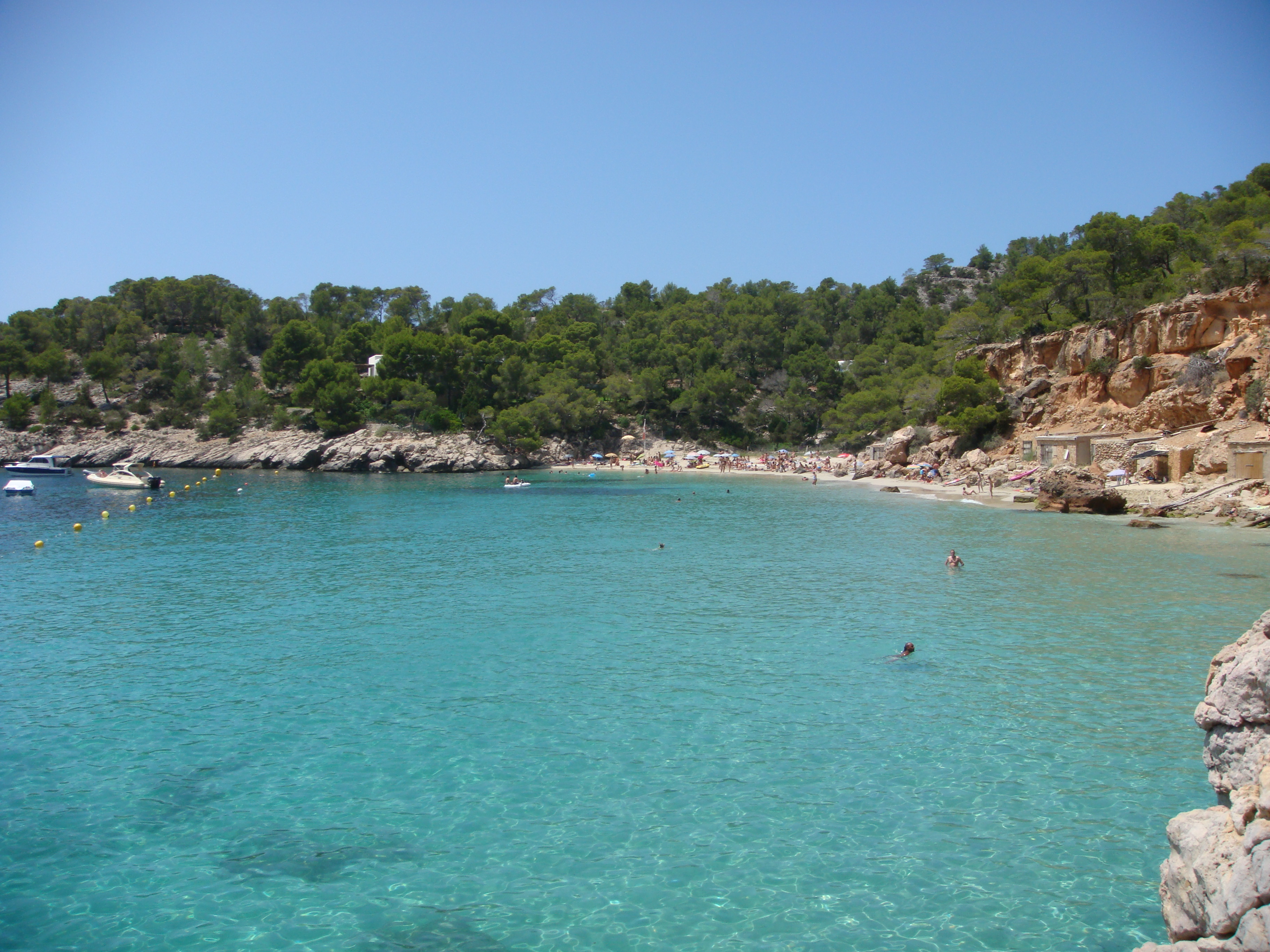
Scorcio della spiaggia

Dall'estate 2016 Cala Salada è diventata la prima spiaggia dell'isola a limitare gli accessi ai veicoli a 4 ruote privati. Vi si può accedere solamente con il servizio pubblico di BUS, taxi o tramite motorino.